# Martouzin-Neuville
Martouzin-Neuville (en wallon Martoujin) est une section et un village de la ville belge de Beauraing située en Région wallonne dans la province de Namur.
C'était une commune à part entière avant la fusion des communes de 1977.

## Évolution démographique
- Source: DGS, 1831 à 1970=recensements population, 1976= habitants au 31 décembre

## Patrimoine et culture

### Culture

#### Témoignage
Madame Yvonne Lessir Cambier a publié dans la gazette « Chijes èt Pasquéyes » une série de poésies en wallon. Son témoignage donne une impression profonde et positive sur son état d'esprit wallon. Ses textes ont été transcrits en ligne et sont accessibles ici.

## Vie associative
Une ASBL, « Les pommiers en fête », anime le village de Martouzin-Neuville. Son site montre de nombreuses photos des activités, de la région et un brin d'histoire.